# Nisída Léros
Nisída Léros är en ö i Grekland.   Den ligger i prefekturen Nomós Attikís och regionen Attika, i den sydöstra delen av landet, 16 km väster om huvudstaden Aten. Arean är 0,56 kvadratkilometer.
Terrängen på Nisída Léros är platt. Den sträcker sig 1,2 kilometer i nord-sydlig riktning, och 0,9 kilometer i öst-västlig riktning.  Runt Nisída Léros är det i huvudsak tätbebyggt.